# سملیشکس
سملیشکس (به لاتین: Semeliškės) یک منطقهٔ مسکونی در لیتوانی است که در شهرستان ویلنیوس واقع شده‌است.

## خصوصیات
سملیشکس ۶۶۰ نفر جمعیت دارد.